# Nicolas Savouret
Nicolas Savouret est un ecclésiastique né le 27 février 1733 à Jonvelle en Haute-Saône (région Bourgogne-Franche-Comté), martyr de la Terreur, en 1794 (Révolution française). Il est déclaré bienheureux par l'Église catholique.

## Biographie
Il est né à Jonvelle le 27 février 1733, fils de Jacques Savouret, dit « la Rose », et de Catherine Bruer.
Docteur en théologie, il appartient à l’ordre des Cordeliers (Franciscains conventuels) de Moulins. Il est aumônier des Clarisses,.
La constitution civile du clergé de 1790 oblige les prêtres à prêter serment ; certains ecclésiastiques refusent, ils sont alors suspectés de révolte et parfois arrêtés.
Comme 829 religieux, Nicolas Savouret est condamné à la déportation en Guyane, via le port de Rochefort. où le transfert des condamnés s'effectue sur des navires négriers qui ne partiront jamais par suite du blocus anglais. Savouret monte, en mars 1794, sur l'un des pontons de Rochefort : les Deux-Associés. Âgé, il ne supporte pas les privations et meurt à l'été 1794, le 16 juillet, ; il est inhumé à l'île d'Aix.
Jean-Paul II le déclare bienheureux le 1er octobre 1995 ainsi que 63 autres prêtres.
Sur les îles d'Aix et Madame, notamment, on peut visiter les lieux de mémoire de ces événements qui ont coûté la vie à 547 hommes entre 1794 et début 1795 . 254 prêtres, morts d'épuisement, de maladie ou de sévices, sont enterrés sur l’île Madame, 226 sur l’île d’Aix, et 67 à Rochefort.